# Pomar de Cinca
Pomar (o Pomar de Cinca) és un poble del municipi de Sant Miquel del Cinca, a la província d'Osca, a la dreta del riu Cinca, aigua avall de Montsó. El 2011 tenia una població de 466 habitants.
L'any 1273, Ferran Sanxis, fill de Jaume I, fou assetjat pel seu germà Pere al castell de Pomar.